# Ariel Garcé
Ariel Hernán Garcé (ur. 14 lipca 1979 w Tandil) – argentyński piłkarz występujący najczęściej na pozycji środkowego obrońcy. Od 2007 roku zawodnik Colónu, grającego w Primera División de Argentina.

## Kariera klubowa
Garcé jest wychowankiem utytułowanego zespołu River Plate, z którym zdobył 2 tytuły mistrzowskie - podczas sezonu Clausura 2000 i Clausura 2002. W 2003 roku został wypożyczony do meksykańskiej Morelii. Po powrocie z wypożyczenia wywalczył jeszcze mistrzostwo w sezonie Clausura 2004, a zaraz potem odszedł do Colónu. Następnie reprezentował barwy Olimpo, w którym jednak został zawieszony na 6 miesięcy za zażywanie kokainy. W latach 2006–2007 grał w Rosario Central, a w 2007 roku powrócił do Colónu.

### Statystyki klubowe
| Klub            | Sezon     | Rozgrywki                     | Mecze | Gole |
| --------------- | --------- | ----------------------------- | ----- | ---- |
| Colón           | 2009-2010 | Primera División de Argentina | 30    | 1    |
| Colón           | 2008-2009 | Primera División de Argentina | 18    | 1    |
| Colón           | 2007-2008 | Primera División de Argentina | 29    | 1    |
| Rosario Central | 2006-2007 | Primera División de Argentina | 32    | 1    |
| Olimpo          | 2005-2006 | Primera B Nacional            | 15    | 0    |
| Colón           | 2004-2005 | Primera División de Argentina | 23    | 1    |
| River Plate     | 2003-2004 | Primera División de Argentina | 16    | 0    |
| Morelia         | 2003-2004 | Primera División de México    | 11    | 0    |
| River Plate     | 2002-2003 | Primera División de Argentina | 34    | 0    |
| River Plate     | 2001-2002 | Primera División de Argentina | 35    | 0    |
| River Plate     | 2000-2001 | Primera División de Argentina | 9     | 0    |
| River Plate     | 1999-2000 | Primera División de Argentina | 1     | 0    |
| River Plate     | 1998-1999 | Primera División de Argentina | 3     | 0    |

Ostatnia aktualizacja: 1 stycznia 2010.

## Kariera reprezentacyjna
Ariel Garcé w 2003 roku zadebiutował w reprezentacji Argentyny, kiedy to selekcjonerem był Marcelo Bielsa. W marcu 2010 znalazł się w szerokiej kadrze Argentyny na Mundial 2010.

### Statystyki reprezentacyjne
| Reprezentacja | Rok  | Mecze | Gole |
| ------------- | ---- | ----- | ---- |
| Argentyna     | 2010 | 1     | 0    |
| Argentyna     | 2009 | 0     | 0    |
| Argentyna     | 2008 | 0     | 0    |
| Argentyna     | 2007 | 0     | 0    |
| Argentyna     | 2006 | 0     | 0    |
| Argentyna     | 2005 | 0     | 0    |
| Argentyna     | 2004 | 0     | 0    |
| Argentyna     | 2003 | 2     | 0    |

Ostatnia aktualizacja: 20 maja 2010.